# 大雪山镇
大雪山镇，是中华人民共和国四川省宜宾市筠连县下辖的一个乡镇级行政单位。

## 行政区划
大雪山镇下辖以下地区：
民主社区、两江村、海湾村、东红村、寨子村、高峰村、顺景村、安乐村、夏泉村、秋鹰村、冬燕村、春井村、天堂村、乐园村、五河社区村、长远村、马蹄村、农会村、迎丰村、槐坪村、大榜村、石龙村和雪山村。